# Mateo Joseph
Mateo Joseph Fernández-Regatillo (nascut el 19 d'octubre de 2003) és un futbolista professional espanyol que juga com a davanter al RCD Mallorca, cedit pel Leeds United FC.

## Carrera de club

### Inici de la carrera professional
Nascut a Santander, Joseph va créixer a Escobedo de Camargo i va començar a jugar per l'equip local UM Escobedo. Es va incorporar al planter de l'Espanyol el 2017, després d'una temporada prolífica al Racing de Santander.

### Leeds United
El 4 de gener de 2022, va ser traspassat al club anglès Leeds United FC amb un contracte de tres anys, i originalment va ser assignat al seu equip sub-23. Va debutar com a sènior i professional amb el Leeds United com a titular en un partit de la Copa EFL contra el Wolverhampton Wanderers FC el 9 de novembre de 2022. El seu debut a la Premier League va arribar tres dies després, sortint de la banqueta en una derrota fora de casa contra el Tottenham Hotspur FC.
El gener de 2024, Joseph va ampliar el seu contracte amb el Leeds fins al final de la temporada 2027-28.  El 28 de febrer de 2024, va marcar els seus dos primers gols com a sènior en una derrota per 3-2 fora de casa contra el Chelsea FC a la cinquena ronda de la FA Cup.
Joseph va marcar el seu primer gol de la temporada 2024-25 en una victòria per 2-0 a casa contra l'Hull City quan va rebre una centrada propera al pal de Manor Solomon per obrir el marcador per als Whites.
Joseph va marcar tres gols, la seva màxima marca personal, amb el Leeds United durant la temporada 2024-25, en què els blancs van guanyar el títol del Campionat de l'EFL 2024-25 i van aconseguir l'ascens a la Premier League per primera vegada des del 2023.
El 9 d'agost de 2025, Joseph va fitxar pel RCD Mallorca en qualitat de cedit per a la temporada 2025-26.

## Carrera internacional
El març de 2023, Joseph va rebre la seva primera convocatòria amb la selecció anglesa sub-20  i va debutar durant una victòria per 2-0 contra Alemanya a Manchester el 22 de març de 2023.
El 10 de maig de 2023, Joseph va ser inclòs a la selecció anglesa per a la Copa del Món Sub-20 de la FIFA 2023.
El 15 de març de 2024, Joseph va ser convocat per la selecció espanyola sub-21 per jugar el partit del grup B de classificació per al Campionat d'Europa sub-21 de la UEFA 2025 contra Bèlgica onze dies després.
Va participar a la selecció espanyola al Campionat d'Europa sub-21 de 2025 a Eslovàquia, marcant al primer partit de la fase de grups contra els amfitrions, abans que Espanya caigués eliminada per 3-1 als quarts de final contra Anglaterra el 21 de juny de 2025.

## Vida personal
Joseph va néixer a Espanya, de pare anglès d'ascendència antiguana i mare espanyola. Té la ciutadania espanyola i britànica. És parent d'Emile Heskey, ja que el seu pare és cosí de l'exdavanter d'Anglaterra.

## Estil de joc
Joseph és un davanter fort i tècnicament competent, i s'ha guanyat comparacions de jugador amb un jove Sergio Agüero. És un golejador prolífic, havent marcat 14 gols en 21 partits com a sub-19 amb l'Espanyol a la temporada 2021-22.

## Palmarès
Leeds United
- Campionat de l'EFL: 2024–25 [21]